# Maarten Schenk van Nydeggen
Maarten Schenk van Nydeggen (ou Nijdeggen), en français Martin Schenk de Nideggen, né en 1540 à Goch et mort le 10 août 1589 à Nimègue, est un noble néerlandais, seigneur d'Afferden et de Bleijenbeek, officier au service de l'insurrection des Pays-Bas contre Philippe II jusqu'en 1578, puis au service des Espagnols jusqu'en 1582. Fait prisonnier par les insurgés, il revient à leur service en 1585 jusqu'à sa mort en 1589.

## Biographie

### Famille
Maarten est le fils de Derick Schenk van Nydeggen et Anna van Berlaer (ou, en allemand, von Beslaer).
Il épouse Maria van Gelre, morte en 1616 et enterrée dans l'église de Goch, dont il a une fille, Frederica Schenk, qui a également été enterrée dans cette église.

### Au service de Philippe II (1578-1582)
Après la défaite subie par les insurgés à bataille de Gembloux le 31 janvier 1578, il fait défection vers le camp espagnol, alors commandé aux Pays-Bas par don Juan d'Autriche, demi-frère de Philippe II, puis après sa mort en octobre 1578, par Alexandre Farnèse, neveu du roi d'Espagne.
En 1579, il prend Straelen et Doetinchem.
La même année, il s'empare par la force du château de Bleijenbeek, situé à Afferden) que ses ancêtres avaient détenu jusqu'en 1530 ; mais les États de Gueldre ne veulent pas reconnaître cette opération, ce qui crée des tensions entre eux et Schenk[pas clair].
En 1580, il construit une redoute à Well (Gueldre), village situé sur la Meuse près de Bois-le-Duc, d'où il lance des raids contre les insurgés. Le 17 juin, il bat les troupes insurgées lors de la bataille de Hardenbergerheide (nl), puis conduit les malcontents (pro-espagnols)[pas clair] à Groningue, pour secourir Georges de Lalaing, comte de Rennenberg, au cours du siège de Groningue (nl). Il se rend ensuite avec Rennenberg à Delfzijl, ville proche de Groningue, et ils prennent également Oldenzaal ainsi que les villes frisonnes de Sloten et de Stavoren.
En 1581, il s'empare de Bréda le 27 juillet (épisode connu comme « la furie de Haultepenne ») puis d'Eindhoven. 1581 est aussi l'année où les insurgés proclament leur indépendance par l'acte de La Haye, que l'on considère comme l'acte de naissance des Provinces-Unies.
En 1582, Schenk est fait prisonnier à Xanten, puis emprisonné à Gueldre.

### De nouveau au service des Provinces-Unies (1585-1589)
En 1585, Schenk revient au service des États généraux, qui dirigent maintenant les Provinces-Unies, mais fut vaincu par Juan Baptista de Tassis (nl) lors de la première bataille d'Amerongen (nl). À la fin de 1585, il s'empare de la ville de Venlo.
En 1586, il occupe le monastère de Betersweert entre Arcen et Lomm. Il lance des attaques contre les Espagnols pendant le siège de Grave en 1586.
Il prend alors part à la guerre de Cologne et se rend à Werl, près de Dortmund, qu'il saccage.
En 1586, il fait construire le Schenkenschanz près de Lobith, sur le Rhin non loin de Nimègue ; c'était la place-forte la plus célèbre et la plus méridionale des Provinces-Unies jusqu'au traité de paix signé à Münster (janvier 1648), date à laquelle cette forteresse a perdu sa fonction militaire.
En 1587, Schenk est de nouveau en Westphalie : il conquiert Ruhrort, Rheinberg et Bonn, qui est ensuite reprise par les catholiques.
Aux Pays-Bas, les Espagnols prennent Bleijenbeek en 1589. Schenk s'installe à Wezel et commence la construction du fort Knodsenburg (nl) face à Nimègue.

### L'attaque de Nimègue et la mort (1589)
Lors de l'attaque sur Nimègue (nl), le Waal a dû être traversé sur un certain nombre de bateaux. L'attaque a échoué et Schenk s'est enfui en bateau; mais celui sur lequel il était, a coulé et ne pouvant pas nager à cause du poids de son armure, Schenk s'est noyé.
Son cadavre, repêché  par les Espagnols, est puis déshonoré[pas clair] puis enterré dans la Tour Poudrière.

## Hommages posthumes
Deux ans plus tard, lorsque Nimègue revient sous le contrôle des Provinces-Unies, il est transféré dans la Grande église ou église Saint-Etienne (nl) sur ordre de Maurice de Nassau, fils de Guillaume d'Orange (mort en 1584). Aujourd'hui, l'emplacement de sa tombe dans cette église n'est plus connu.
une plaque commémorative a été posée dans le Sint-Antonispoort, lieu de l'attaque manquée de Nimègue.
L'armure de Schenk, initialement conservée dans la salle du conseil de la mairie de Nimègue, a été emmenée à Clèves sur ordre de Jean-Maurice de Nassau-Siegen (1604-1679) et été installée sur une colonne dans un parc. Mais elle a été détruite en 1795 par les soldats français.

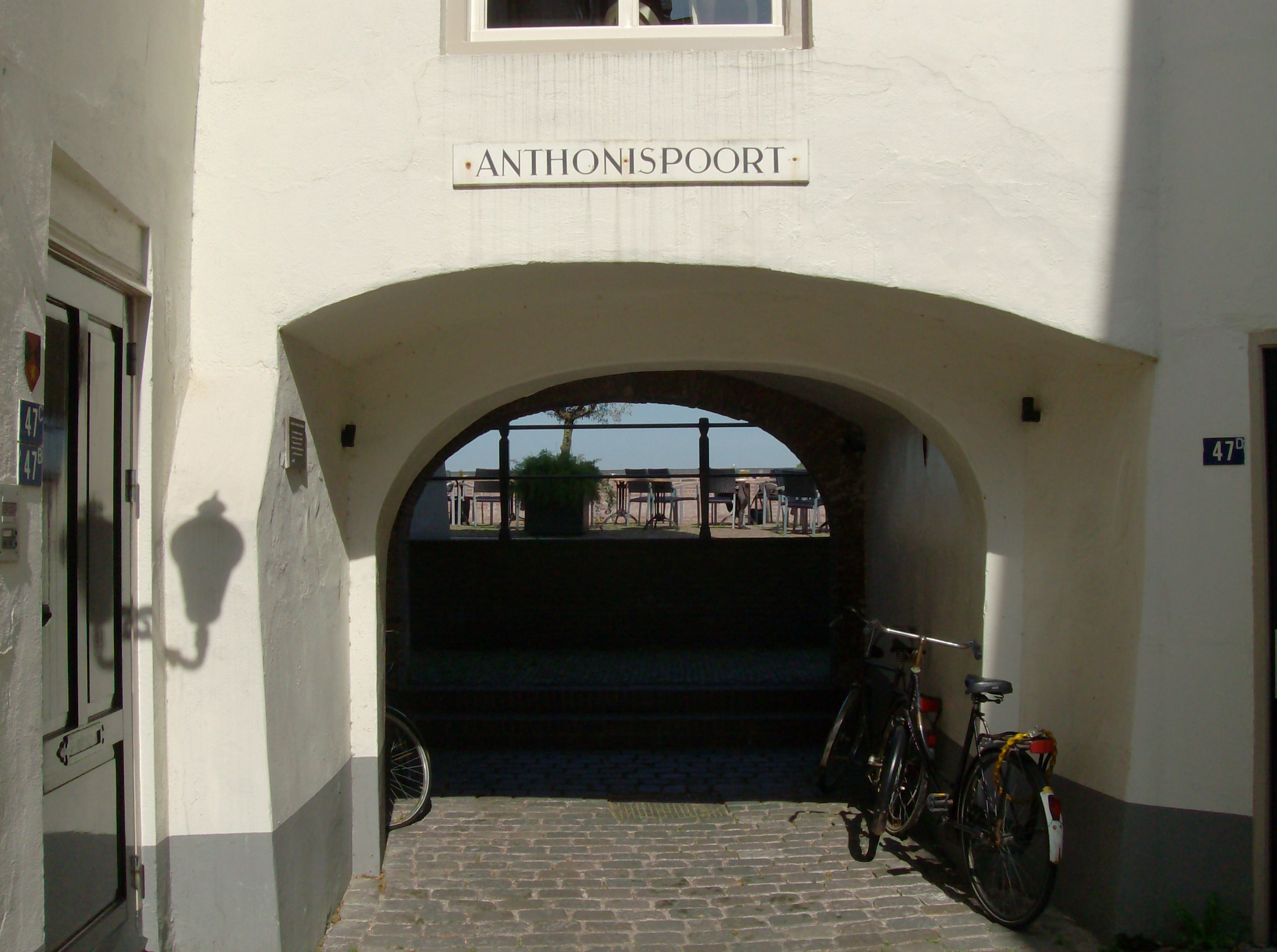
Vue sud de l'Anthonispoort.
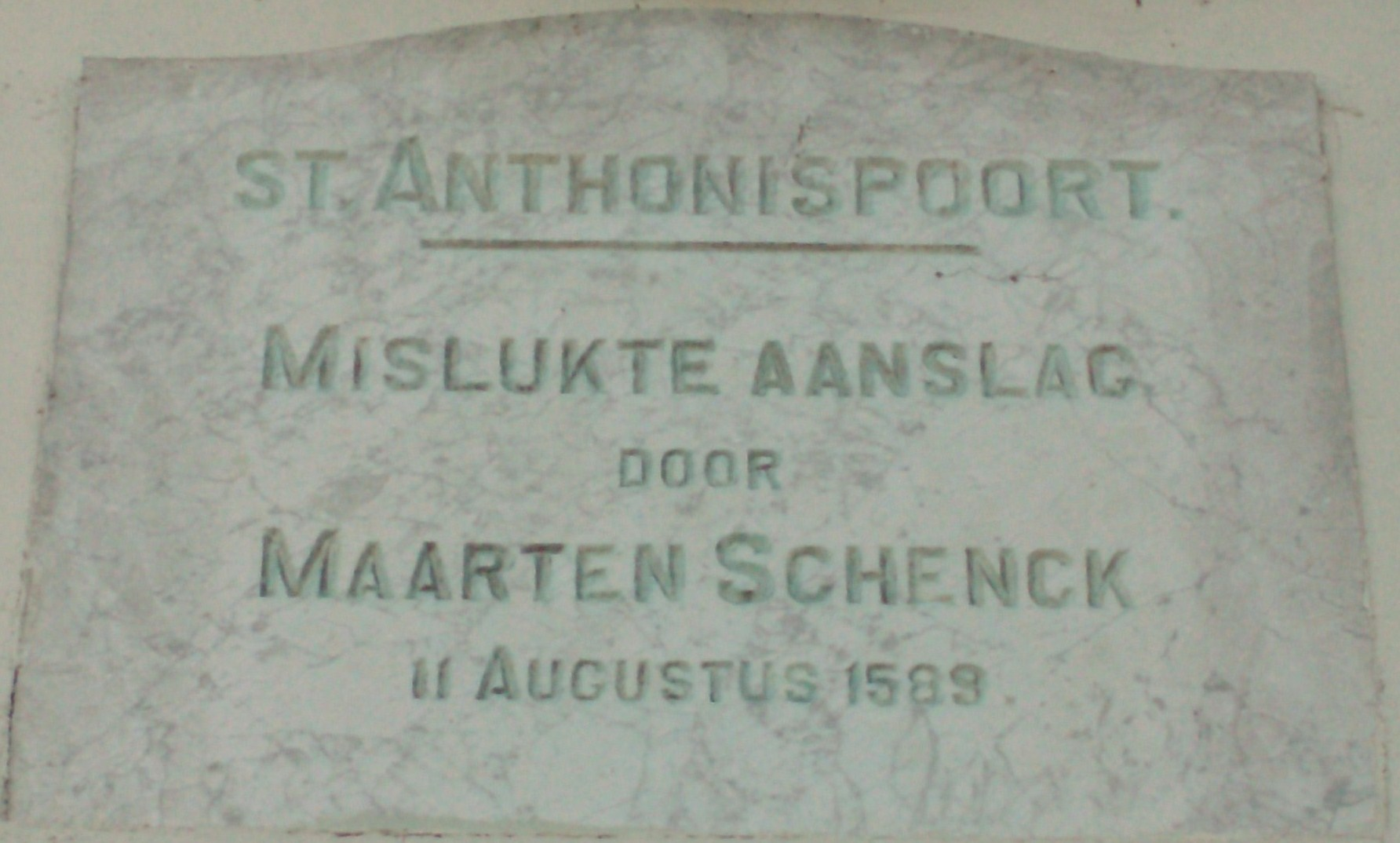
La plaque commémorative en hommage à Martin Schenk.

## Sources
- Karl Kossert, Martin Schenk von Nideggen oder die Fehltritte der Tapferkeit (1993). Duisburg: Mercator-Verlag.  (ISBN 3-87463-196-6).
- Heike Preuß, Martin Schenk von Nideggen (1540-1589) und der Truchsessische Krieg. In: Rheinische Vierteljahrsblätter n° 49 (1985), p. 117-138.
- P. W. van Wissing, J. A. E. Kuys, Biografisch Woordenboek Gelderland (2006), p. 109-112. Franeker: Uitgeverij Verloren (Lire en ligne).
- Wouter Loeff, De aanslag van Maarten Schenk op Nijmegen, Mijn Gelderland, (2018). Voir en ligne sur mijngelderland.nl.